# گموند (اشلایدن)
گموند (به آلمانی: Gemünd) یک منطقهٔ مسکونی در آلمان است که در اشلایدن واقع شده‌است. گموند ۲۱٫۹۴ کیلومتر مربع مساحت دارد ۳۳۹ متر بالاتر از سطح دریا واقع شده‌است.